# Lentia (Noricum)
Kastell Lentia war Bestandteil der römischen Kastellkette am Limes Noricus in der römischen Provinz Noricum im heutigen österreichischen Bundesland Oberösterreich, auf dem Gebiet der Landeshauptstadt Linz. Die Garnison ist seit 2021 Bestandteil des zum UNESCO-Weltkulturerbe erhobenen Donaulimes.
Die Befestigungsanlage galt lange Zeit als das älteste in Noricum nachgewiesene Kastell. Das archäologisch nur in kleinen Abschnitten in der Altstadt und am Römerberg (spätantikes bzw. frühmittelalterliches Steinkastell II) nachgewiesene Reiterlager entstand im späten 1. Jahrhundert n. Chr. und war vermutlich bis zur Mitte des 5. Jahrhunderts mit römischen Soldaten belegt.
Es diente zur Sicherung des strategisch wichtigen Kreuzungspunktes eines Handelsweges, der von Süden über die Donau weiter in den Norden führte, mit der von West nach Ost verlaufenden Limesstraße, der via iuxta Danuvium, die die römischen Militärstützpunkte und Siedlungen am Donauufer und deren Hinterland miteinander verband.
Lentia wurde zwar mehrmals durch Einfälle der Germanen verwüstet, überstand jedoch als Oppidum die Umbrüche in der Zeit der Völkerwanderung und war auch während des frühen Mittelalters durchgehend besiedelt. Die Grabbeigaben vom 1. bis 5. Jahrhundert n. Chr. zeugen von einem bescheidenen Wohlstand seiner Bewohner.

## Lage, Topographie und Straßenverbindungen

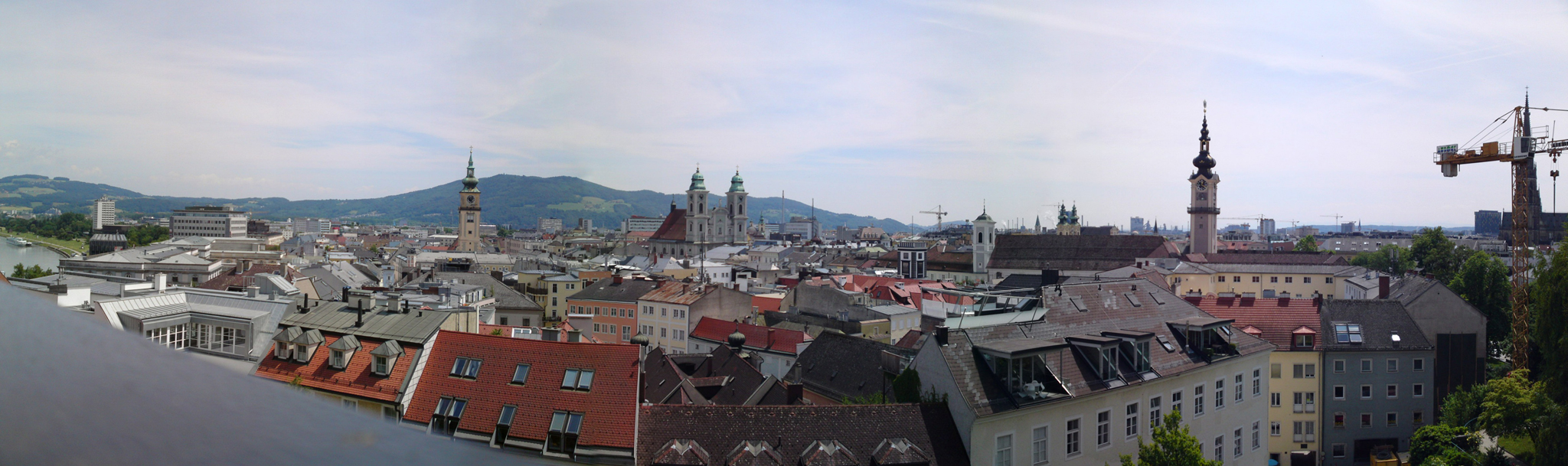
Blick vom Schlossberg auf die Linzer Altstadt

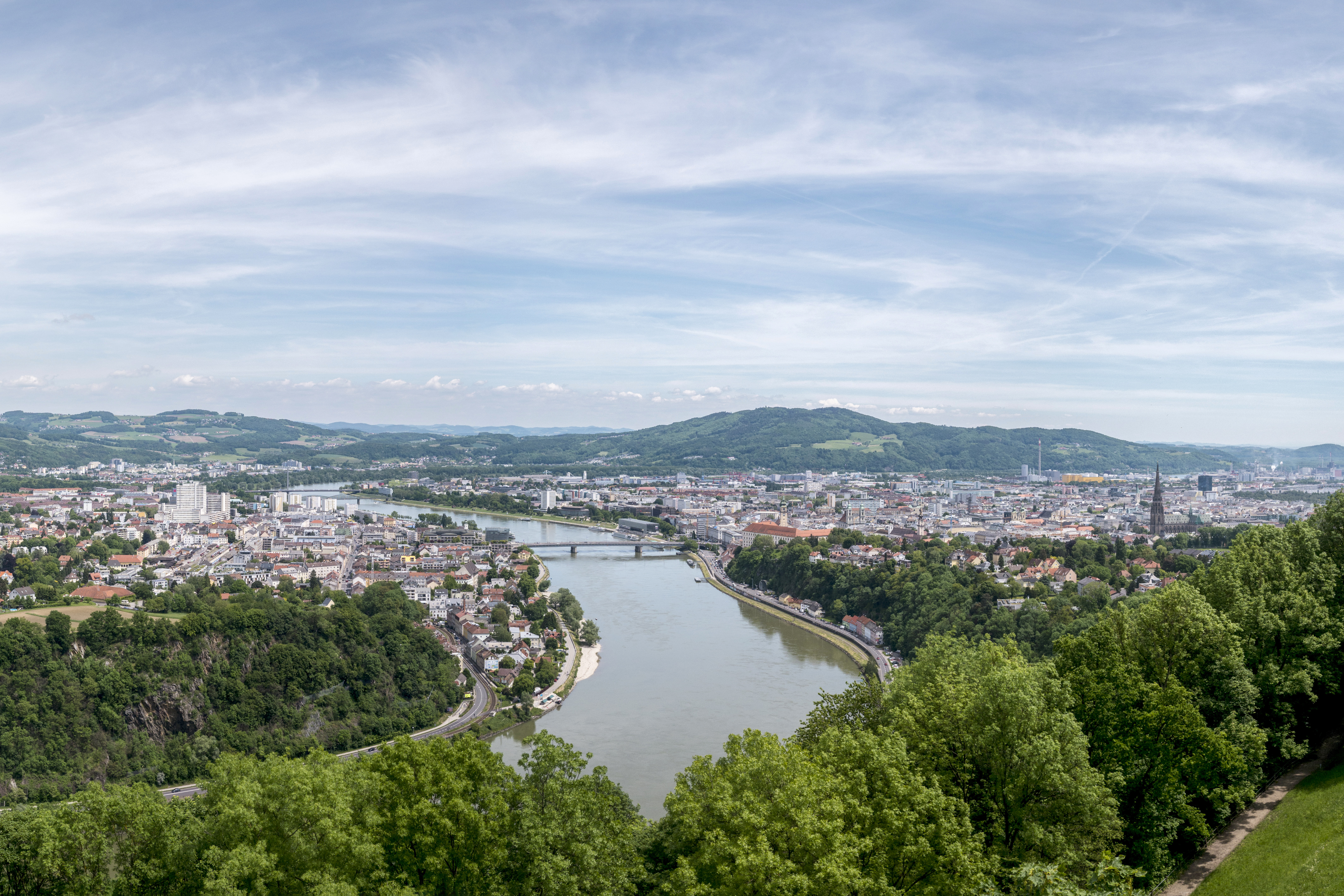
Donauschleife bei Linz, Blickrichtung Westen

Die Donau durchströmt in einer großen Biegung nach Süden das Linzer Becken, das im Westen durch den Schlossberg, Römerberg, Freinberg, Bauernberg, Gaumberg, im Norden durch das Mühlviertler Hügelland (Pöstlingberg, Gisela Warte) und im Osten durch den Pfenningberg begrenzt wird. Die Niederterrasse des Linzer Beckens besteht aus alluvialen Schotterdecken. Noch ältere Schotterablagerungen kommen vor allem am Osthang des Linzer Schlossberges vor. Sedimentäres Schwemmland bei der sog. Linzer Enge im Westen (am Freinberg) verweist auf einen ursprünglich breiteren Flusslauf. Hier gab es an mehreren Stellen auch passierbare Furten. Zwei wichtige, schon seit prähistorischer Zeit benutzte Verkehrswege führten durch den Haselgraben bzw. Katzbach und waren die kürzeste Verbindung in das Tal der Moldau.
Antike Straßenbelagfunde in der Herrenstraße und Stockhofstraße, Gräber sowie Kleinfunde in Scharlinz und Kleinmünchen lassen annehmen, dass hier einst eine von Nord nach Süd führende Römerstraße vorbeilief. Durch Gräber gesichert erscheint eine weitere Nord-Süd-Verbindung entlang der an Linz angrenzenden Berge westlich des Vicus. Eine weitere nach Westen führende Straße, die bei Untergaumberg entlang der Bahntrasse und parallel zur sogenannten Ochsenstraße in Richtung Pasching verläuft, konnte ebenfalls durch Straßenbefunde und antike Gräberreihen nachgewiesen werden.

## Name
Die Ortsbezeichnung "Lentia" wird ausschließlich in der Notitia dignitatum erwähnt. Anfangs war man in der Fachwelt noch der Meinung, dass sie sich von einem keltischen Eigennamen – entweder von Lentios bzw. Lentius, Linde (lindö) oder Landeplatz (lend/lent) ableitete. Nach der Mehrzahl der sprachwissenschaftlichen Deutungen stammt der Kastellname aber wohl von der keltischen Bezeichnung für „gekrümmt“, lentos, ab. Die Kelten formulierten ihre Ortsnamen bevorzugt nach besonderen topographischen Merkmalen in der umgebenden Landschaft. Der Flusslauf der Donau, der bei Linz auch heute immer noch eine markante Windung aufweist, scheint daher – mit großer Wahrscheinlichkeit – namensgebend für das Kastell gewesen zu sein.

## Funktion
Die Region um Linz war besonders seit den Markomannenkriegen stark exponiert. Gegenüber der Donauschlinge befindet sich der Haselgraben und ein zweiter Taleinschnitt beim Pfennigberg; diese eigneten sich vorzüglich als Anmarschwege und Sammelpunkte für Angriffe auf die Donaugrenze. Weiters befinden sich in der Nähe mehrere Talauen, die ebenfalls einen Übergang an das Südufer der Donau erleichterten. Das nördliche Ufer der Donau war überdies sehr flach, was eine Besetzung durch feindliche Barbarenstämme erleichterte. Hinzu kam, dass sich hier die Donau mit einer Salzhandelsroute (von der Mündung der Traun über den Pyhrnpass nach Süden) und den durch den Linzer Wald und das Gallneukirchner Becken führenden Fernverbindungen zur Südböhmischen Pforte kreuzte. Diese Gefährdungspunkte zu beobachten und unter Kontrolle zu halten bzw. zu sichern dürfte die Hauptaufgabe der Kastellbesatzung gewesen sein.

## Datierung
Das Gründungsdatum des Kastells ist in der Forschung umstritten. Die Auswertung der Funde (Keramik, Terra Sigillata, Militaria, Doppelspitzgräben) führten Paul Karnitsch 1951 zu der Ansicht, dass das Alenkastell in der Regierungszeit des Vespasian oder des Domitian gegründet worden sein könnte. Nach den Grabungen am Landestheater im Jahre 1955 steht jedoch fest, dass hier schon seit augusteischer oder tiberischer Zeit ein kleinerer Militärstützpunkt bestanden haben muss. Das Holz-Erde-Kastell wurde wohl zwischen 140 und 160 n. Chr. abgetragen und durch ein Steinkastell (SK I) ersetzt. Dieses wurde vermutlich in den Markomannenkriegen wieder niedergebrannt. Auch für die Regierungszeit Aurelians konnten großflächige Zerstörungen nachgewiesen werden. Die letzten nachweisbaren Reparatur- und Renovierungsarbeiten (SK II) wurden in der Zeit Kaiser Valentinians I. (364–375) durchgeführt. In der zweiten Hälfte des 5. Jahrhunderts wurde das Kastell von der römischen Armee aufgegeben.

## Forschungsgeschichte

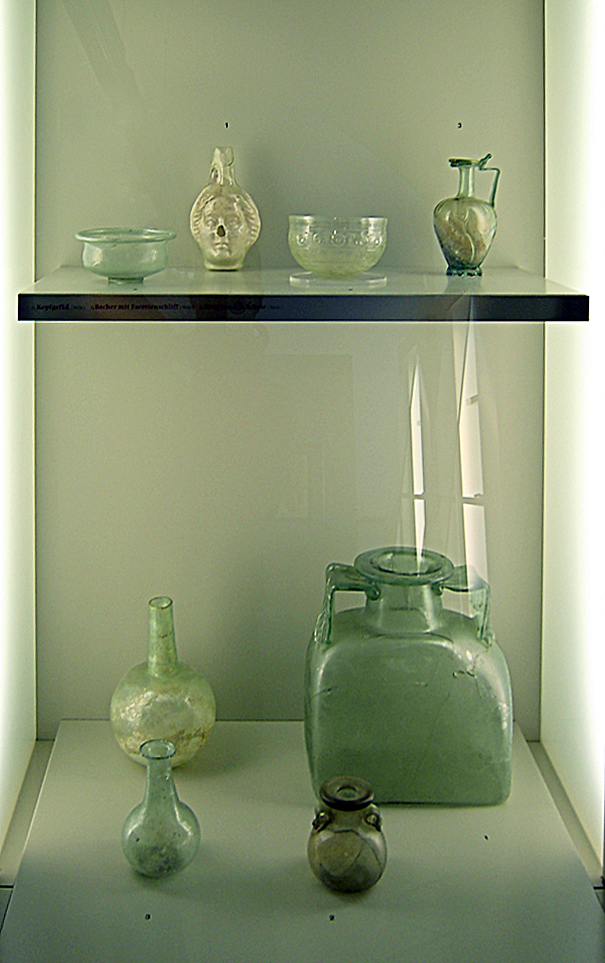
Römische Glasbehälter aus Grabfunden (Schlossmuseum Linz)

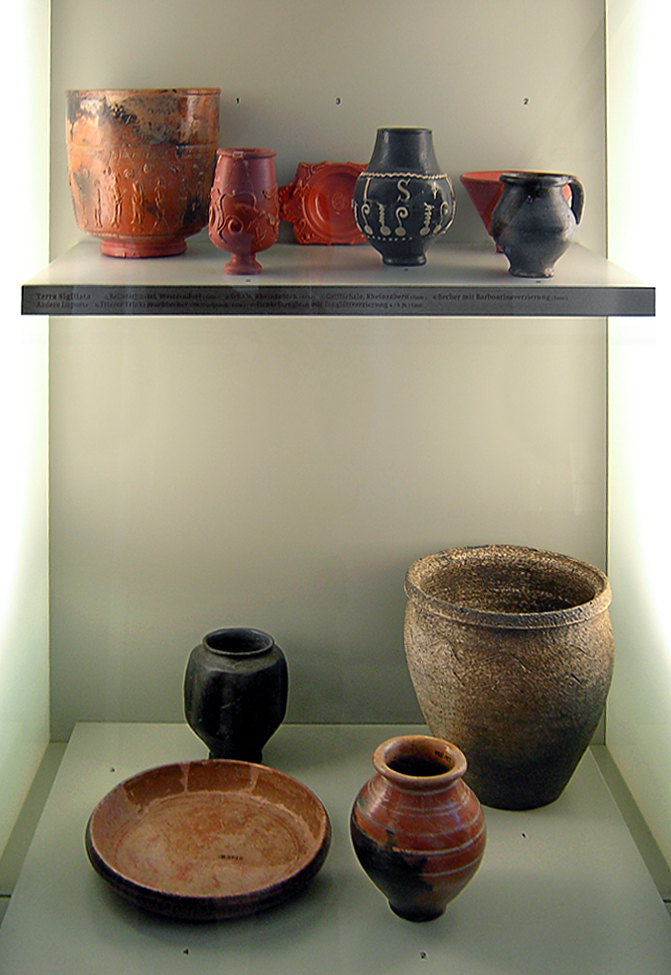
Römische Keramik aus Grabfunden (Schlossmuseum Linz)

Die dichte Verbauung der Innenstadt vom Mittelalter bis zur Neuzeit machte archäologische Untersuchungen in diesem Bereich sehr schwierig. Für diesbezügliche Erkenntnisse war man überwiegend auf Notgrabungen angewiesen. Planmäßige Freilegungen konnten erst ab den 1980er Jahren durchgeführt werden. Die archäologisch-topographischen Untersuchungen beschränkten sich auf die Höhe des Freinberges, das Martinsfeld, den Schlossberg und das Areal zwischen Promenade und Spittelwiese.
Seit Mitte des 19. Jahrhunderts werden in der Linzer Altstadt wissenschaftliche Untersuchungen durchgeführt. Als Begründer der systematischen Provinzialforschung in Oberösterreich, deren Hauptziel ursprünglich vor allem die Lokalisierung des römischen Lentia war, gilt der Geistliche (Augustiner-Chorherr) Joseph Gaisberger. Anfangs jedoch basierten die meisten Erkenntnisse darüber noch aus Zufallsfunden bei Kanalgrabungen und Bauarbeiten. 1841 erschien ein erster Bericht Gaisbergers über die römischen Altertümern in Linz, der heute als Basis der Topographie des antiken Lentia angesehen werden kann. Gaisberger versuchte anhand der Fundstellen auch seine Ausdehnung grob zu skizzieren, die seiner Ansicht nach folgende Plätze und Straßen mit einbezog:
- Spittelwiese,
- Steingasse,
- Klammstraße,
- Theatergasse,
- das Areal von der Altstadt bis zur Stadtwaage,
- das ehemalige kaiserliche Schloss,
- den Plank’schen Garten sowie
- den Hauptplatz.

Am Fuß des Römerberges wurden später bei den „Kastellgrabungen“ Fundmaterial des frühen 1. Jahrhunderts und Pfostenlöcher entdeckt. Erste Versuche einer Systematisierung und wissenschaftlichen Auswertung der bisherigen Forschungs- und Grabungstätigkeit erfolgten 1927 durch Paul Karnitsch, die Ende der 1920er Jahre in seine ersten eigenständigen und umfangreicheren Ausgrabungsprojekten in der Linzer Altstadt mündeten. Einen großen Fortschritt stellten in den 1920er Jahren die Freilegung römerzeitlicher Urnengräber auf dem Grundstück der Kreuzschwestern dar. Die insgesamt 140 untersuchten Gräber gelten aufgrund ihrer Fundgeschlossenheit bis heute als wichtiges Quellenmaterial. Mehrere der Brandgräber enthielten – außer den üblichen Keramikgefäßen – vor allem Glas- und Schmuckware aus oberitalischen Werkstätten, Statuetten aus Gallien und fein gearbeitete Bronzegefäße, die nicht nur auf weitgespannte Handelsbeziehungen, sondern auch auf einen gewissen Wohlstand einiger Lentienser schließen lassen. Mit Fundstücken sogenannter Terra Sigillata konnte der Heimatforscher Ferdinand Wiesinger (1864–1943) auch erste Aufschlüsse über die Lebensumstände der römerzeitlichen Siedler von Linz erbringen. Er erstellte ein chronologisches Gerüst der antiken Besiedelung Lentias und zusätzlich eine Topographie der römischen Siedlung, die er ebenfalls in der Linzer Altstadt und in den an sie angrenzenden Zonen vermutete.
Nach dem Zweiten Weltkrieg wurden in der Hahnengasse und am Tummelplatz die Reste eines „Heiligen Bezirkes“ und eines „gallo-römischen Umgangstempels“ ergraben. Während der Befund von letzteren von der späteren Forschung bezweifelt wurde, bestätigte sich die Identifizierung des zweiten Gebäudes als Mithräum. Die Reste eines römerzeitlichen Hauses (anfangs fälschlich als „Burgus“ interpretiert) und daraus geborgene römische Gegenstände trugen wesentlich zur Ergänzung der bis dahin bekannten Funde bei. Im Zuge einer dringend notwendigen Restaurierung wurde in den Jahren 1948/1949 die Martinskirche auf dem Römerberg Schauplatz umfangreicher Untersuchungen. Dabei kamen Reliefs aus römischer Zeit sowie ein mit Keramikscherben verfüllter Ofen zum Vorschein (späte La-Tene-Zeit-Keramik und Arretium-Ware). Während der Grabungen in der Martinskirche und am Martinsfeld trat ein noch früherer römerzeitlicher Fundhorizont auf, die Befunde ergaben unter anderem mehrphasige Streifenhäuser. Ab 1976 rückten die Martinskirche und das Martinsfeld erneut im Zentrum der archäologischen Betätigungen. Durch genaue Schichtenbeobachtungen konnten neue Erkenntnisse über bestimmte Aspekte des vorgeschichtlichen, römerzeitlichen und frühmittelalterlichen Linz gewonnen werden. 1977–1979 wurde am Martinsfeld auch eine massive Umfassungsmauer und Mauern von Gebäuden des spätantiken Siedlungsareals beobachtet und neue Befunde sichergestellt.
2000 wurde westlich des Linzer Stadtschlosses ein spätantiker Wehrgraben untersucht, auch Funde von Militaria und Ziegelstempel legten eine militärische Präsenz nahe, wofür zudem die Beigaben und Trachtbestandteile im spätrömischen Gräberfeld Tiefer Graben/Flügelhofgasse sprechen. Die Grabungen an der Promenade in den Jahren 2005 bis 2008 brachten erneut Siedlungsschichten, ein Gebäude mit einem Säulengang und die Abfallgrube einer antiken Fleischerei zutage. Auf der Oberen Donaulände wurde 2007 auch eine metallverarbeitende Werkstätte nachgewiesen.

## Entwicklung

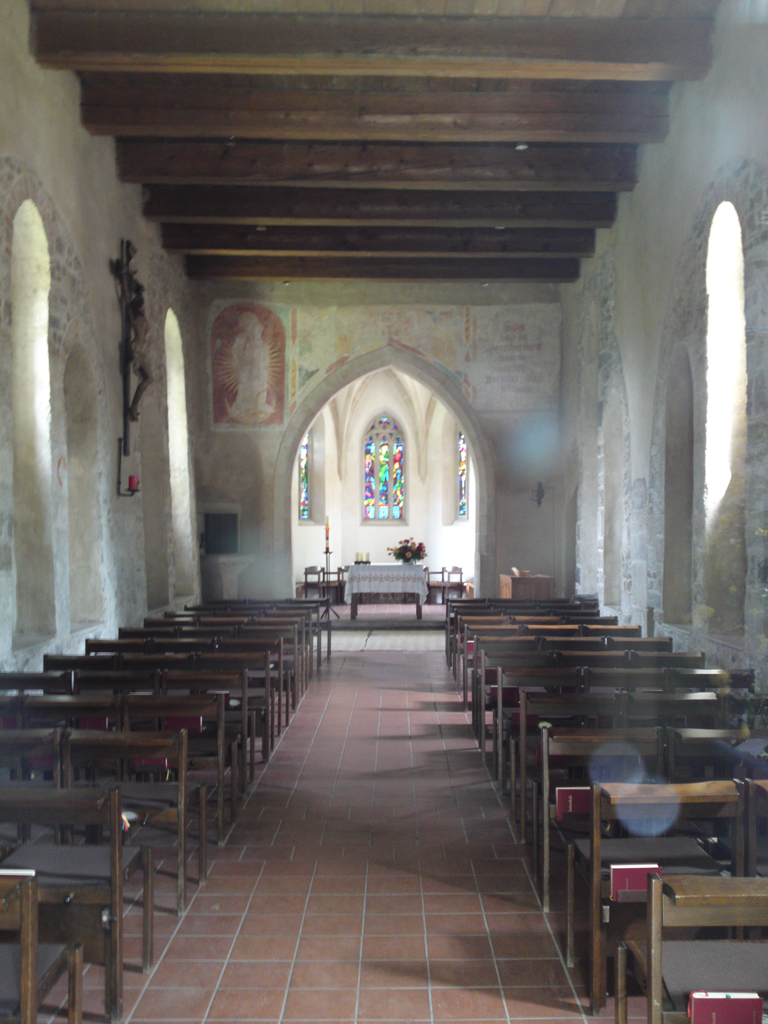
Martinskirche in Linz, im Innenraum wurden römische Spolien mit Inschriftenfragmenten eingebaut

Ab 400 v. Chr. begannen Kelten auch in das Umland von Linz einzuwandern. 200 v. Chr. gründeten sie ihr erstes festes Staatswesen – das Königreich Noricum (regnum Noricum). Auf dem Freinberg errichteten sie eine größere Ringwallanlage, auf dem Martinsfeld entstand eine Siedlung, beide bestanden bis in das späte 1. Jahrhundert n. Chr. Auch auf dem Gründberg, im heutigen Urfahr, existierte zur gleichen Zeit eine ca. 500 m lange keltische Wallanlage (Oppidum von Gründberg).
Um 15 v. Chr. okkupierten die Römer Noricum und erbauten etwa 50 Jahre danach in Lentia ihren ersten Militärstützpunkt um die hier zusammenlaufenden Handelsrouten zu kontrollieren. Kurz nach Errichtung des Kastells muss auch die Zivilsiedlung (Canabae oder Vicus) am Hofberg entstanden sein. Um 19 n. Chr. wechselte möglicherweise der in seiner Heimat abgesetzte Markomannenherrscher Marbod bei Lentia auf römisches Territorium über und ging von hier aus in sein Exil nach Rom. Unter Hadrian (117–138) oder später (Antoninus Pius) (138–161) wurde das Holz-Stein Lager in ein größeres Steinkastell (Steinkastell I) umgebaut. Um 270 n. Chr. wurde Lentia fast vollständig von den Markomannen verwüstet, aber danach rasch wieder aufgebaut. Im späten 3. Jahrhundert folgten weitere großflächige Zerstörungen. Im 4. Jahrhundert wurde unter Valentinian I. das Steinkastell I aufgegeben und stattdessen auf dem nahegelegenen Römerberg eine neue Befestigung errichtet, die auch die Zivilsiedlung mit einbezog.
In der Lebensbeschreibung (Vita) des Severin von Noricum, einer Hauptquelle für die Endphase der römischen Herrschaft in Ufernoricum (Noricum ripense), wird Lentia nicht erwähnt. Ab 488 lösen sich auch die letzten Reste der römischen Armee und Verwaltung in Noricum auf, ein Großteil der Romanen wurde auf Anordnung Odoakers nach Italien evakuiert, um damit vor allem den bei Krems ansässigen Rugiern wirtschaftlich zu schaden. Ab 511 besetzten die Langobarden die Gebiete an der norischen Donau, ihnen folgten später die Awaren und Slawen nach, bis die großen Wanderbewegungen schließlich in der Kolonisation durch die Bajuwaren vorerst ihren Abschluss fanden.
791 zog auch Karl der Große mit seinem Heer anlässlich eines Feldzuges gegen die Awaren an Linz vorbei. 799 übereignete der Kaiser die Martinskirche samt dem dazugehörigen Castrum seinem Schwager Gerold als Lehen, wobei „Linze“ zum ersten Mal urkundlich erwähnt wird.

## Kastell

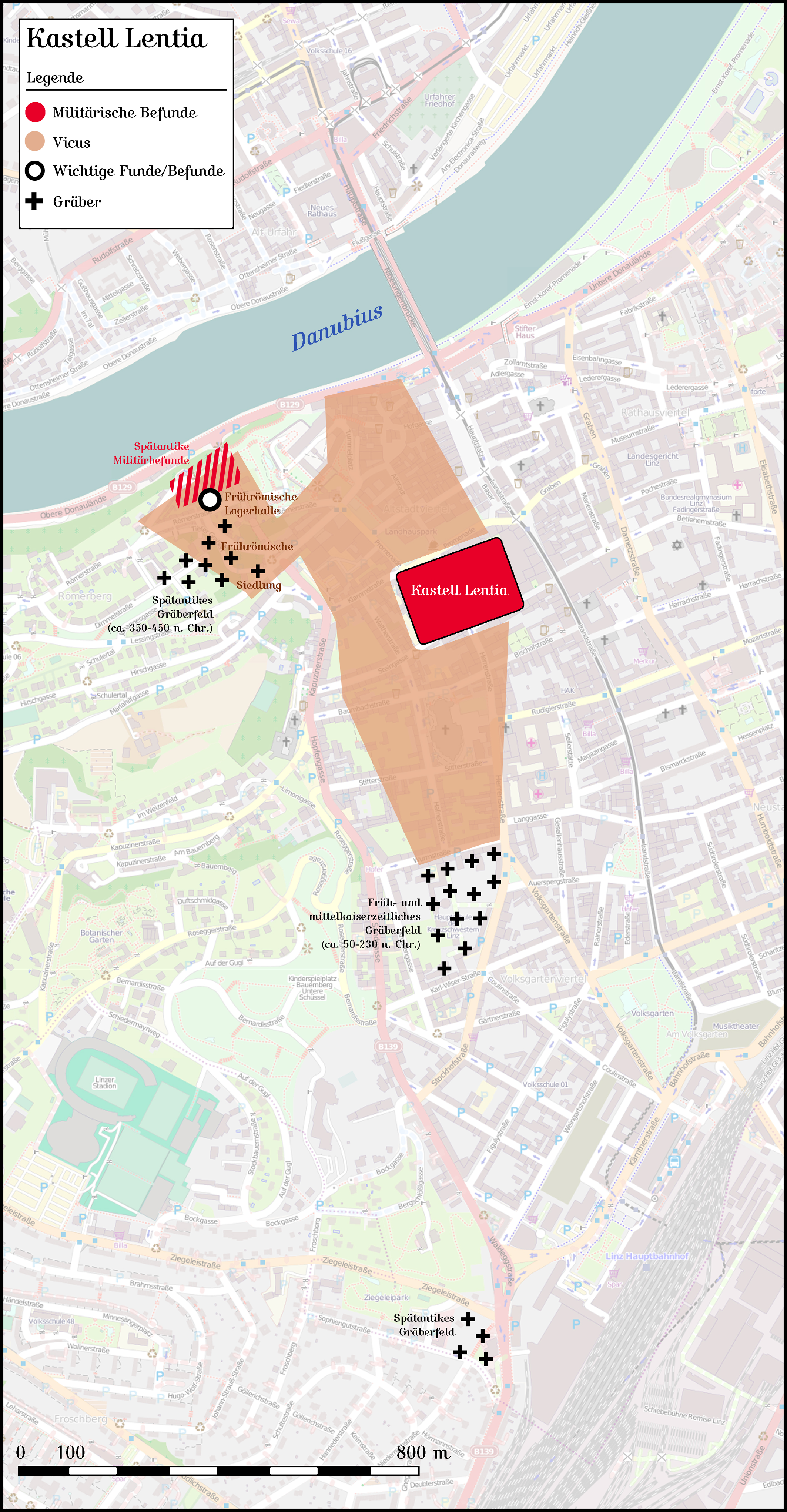
Lage des Kastells in der Altstadt von Linz

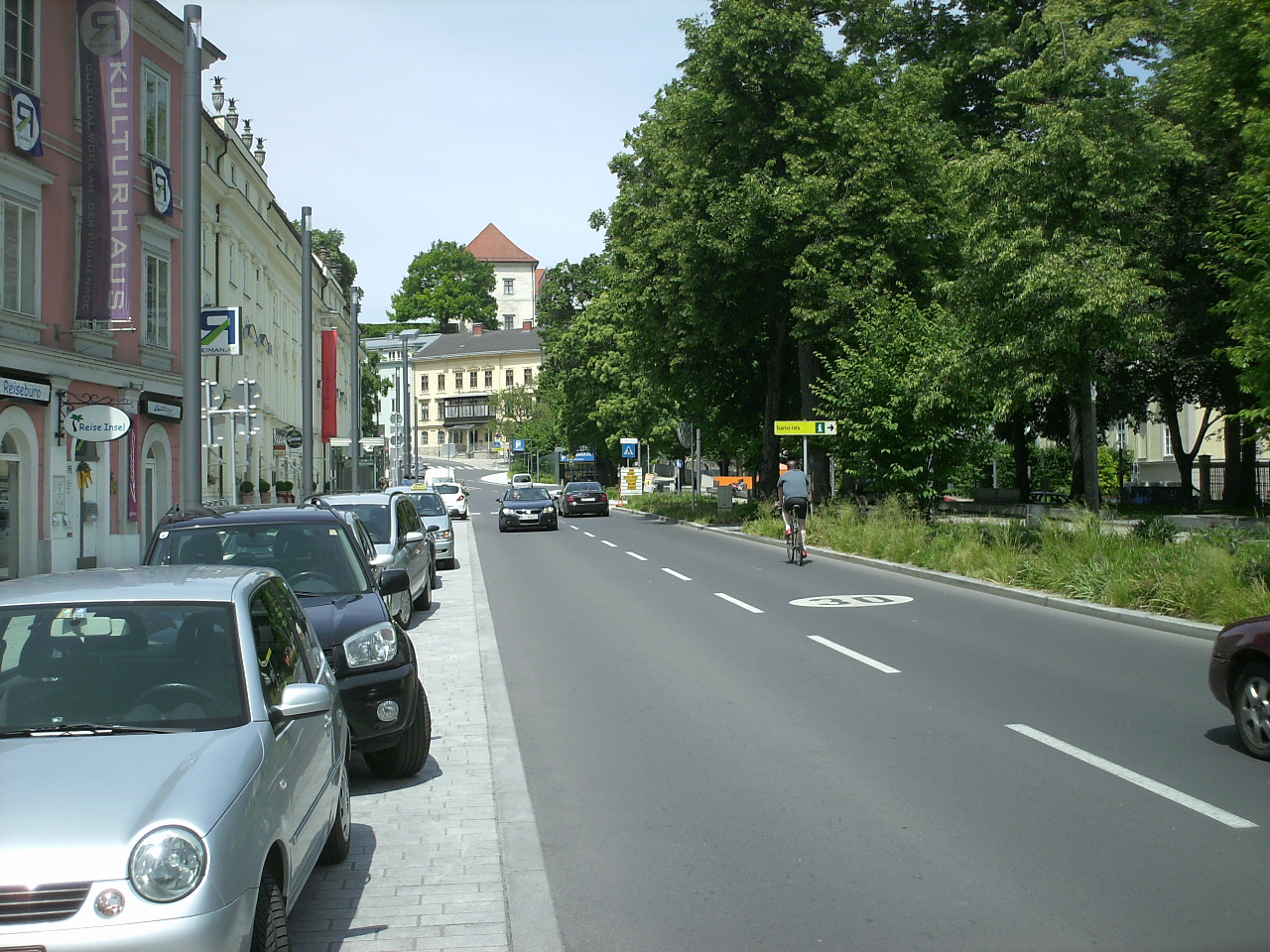
Straßenzug der Promenade Blickrichtung Landestheater, die ehemalige Nordflanke des Kastells

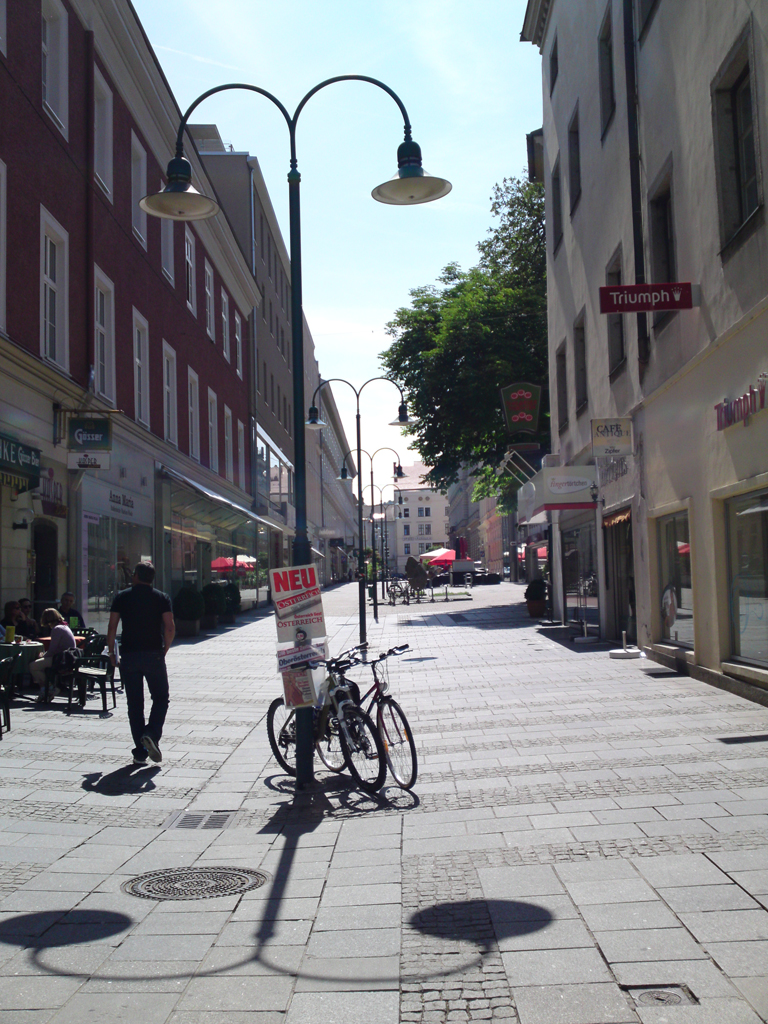
Straßenzug der Spittelwiese, die ehemalige Südflanke des Kastells

Die Anwesenheit römischer Soldaten in Linz gilt als erwiesen, dennoch war man in der Frage der Lokalisierung des Kastells im Laufe der Forschungsgeschichte unterschiedlicher Auffassung. Die exakte Lage und Ausdehnung der mehrphasigen Befestigung konnte aufgrund der dichten Verbauung auch bis dato nicht vollständig geklärt werden. Selbst Nachgrabungen in jüngster Zeit konnten es an den postulierten Stellen nicht zweifelsfrei nachweisen. Die Befunde der Untersuchungen am Landestheater in den 1950er Jahren wurden von Paul Karnitsch als Spitzgräben und Toranlagen eines Holz-Erde-Kastells aus der ersten Hälfte des 1. Jahrhunderts angesehen; die Fundamente von Steinmauern hingegen später von ihm als die Reste des Steinkastells interpretiert, das von der Lessingstraße bis zur Klammstraße reichte. Walter Podzeit und Erwin M. Ruprechtsberger konnten diese Annahme jedoch weitgehend widerlegen. Nach heutigem Forschungsstand, insbesondere nach den Ausgrabungen und Sondierungen durch Erwin Ruprechtsberger (ab 1980) und Christine Ertel (2005), wird der Standort des Kastells zwischen
- Promenade und Klammstraße (Nordflanke),
- in Höhe der Spittelwiese, also Baumbach- und Bischofstraße (Südflanke),
- Walther- und Herrenstraße im Westen und
- der Landstraße im Osten[10]

mit seinem Zentrum (Principia) nördlich des akademischen Gymnasiums vermutet. Östlich befanden sich die Kasernen, südlich ein Lagerhaus (Horreum), westlich das Kommandantenhaus (Praetorium), das Hospital (Valetudinarium), das Lagerbad (Therme) und Werkstätten. Nach den Funden nach zu urteilen existierten die beiden Holz-Erde-Lager und das Steinlager I vom 1. bis 3. Jahrhundert n. Chr.

### Holz-Erde-Kastell
Beim frühen Kastell (vermutlich beim Landestheater am Fuß des Römerbergs) konnten insgesamt zwei Bauphasen unterschieden werden. Obwohl von der Bauphase I nur sehr wenige Funde geborgen werden konnten, versuchte Paul Karnitsch – auf Basis der Aufdeckung eines Doppelgrabens und einer Toranlage an der Nordmauer – die Ausdehnung des Holz-Erde-Kastells zu rekonstruieren. Karnitsch errechnete dafür Längenmaße von 78,50 m (N) × 79 m (S) × 79,90 m (W) × 87,60 m (O) und somit einen trapezförmigen Flächeninhalt von 0,67 ha. Nur Pfostenlöcher markierten den fast quadratischen Grundriss des östlichen Torturmes (4,80 × 3,90 m), dessen Holzgerüst anscheinend an der Unterseite mit Bohlen und an der Oberseite mit Flechtwerk verschalt war. Die Durchfahrt zwischen den beiden Tortürmen maß etwa 3,60 m. An den Turm schloss sich die 2,10 bis 2,40 m breite Kastellmauer an. In der Nähe des vermuteten Westtores wurden die Reste eines baugleichen Zwischenturmes angetroffen. Die Bauentwicklung der Kastellmauer verlief im Übrigen – nach der Ansicht Karnitschs – ähnlich der des Kastells Künzing am rätischen Limes. Phase II, in der auch die Principia errichtet wurden, fällt laut Karnitsch in die Zeit des Vespasian.

### Steinkastell I
Das antoninische Kastell hatte vermutlich die klassische Spielkartenform (laut Karnitsch 285–300 × 190 m) mit abgerundeten Ecken, die auch die nachfolgende Bebauung in diesem Stadtviertel beeinflusste. Das für das Steinkastell I in Frage kommende Areal zwischen den schon erwähnten Straßenzügen ist ca. 350 × 260 m groß, insgesamt also 9,1 ha. Für das Kastell selbst wäre aber nur eine Fläche von ca. 3 ha anzunehmen. Aus dieser Kastellperiode fanden sich bislang zwei Spitzgräben (Breite: 4,50 m, Tiefe: 1,60–2 m), geringe Spuren der nördlichen bzw. südlichen Toranlage und ein fünfeckiger (!) Turm in der NW-Ecke (4 × 3 × 260 m). Wahrscheinlich waren die übrigen Ecktürme ähnlich konstruiert. An West- und Ostseite konnte ein 1,30 bis 1,45 m starker Wall aufgedeckt werden, stellenweise war die Mauer hier noch über 1 m hoch erhalten. Verstärkt wurde sie durch innen angesetzte, rechteckige Zwischentürme (6 × 5,70 × 5,30 m), von denen insgesamt fünf nachgewiesen werden konnten (Schlossergasse, Hirschgasse und Klammstraße bzw. Ecke Hirschgasse). Im rückwärtigen Nahbereich des Walles fanden sich Reste einer 3 m breiten Erdrampe – die als Wehrgang diente – und die geschotterte, 9 m breite Wallstraße (via sagularis).

### Steinkastell II
Im 4. Jahrhundert wurde das Steinkastell I aufgegeben, dessen Besatzung zog sich in die Zivilsiedlung auf dem Schloss- bzw. Römerberg zurück, wodurch sie sich zu einem Wehrdorf (Oppidum) wandelte, eine häufig am Donaulimes zu beobachtende Entwicklungsstufe in dieser Zeit. Zwei Standartenaufsätze und bronzene Gürtelschnallen bestätigen ebenso wie ein breiter, im August 2002 entdeckter von Nord nach Süd verlaufender und vier Meter tiefer Spitzgraben an der Keplerwiese, der mit spätantikem Fundmaterial verfüllt war (unter anderem Münzen der Kaiser Gallienus, Konstans und Valentinian I. bzw. Valens, Lanzenspitzen, Gürtelbeschläge) die Anwesenheit von Militärangehörigen. Er konnte noch 30 m weit verfolgt werden, bis er schließlich scharf nach Westen abbog. Ein weiterer, im nordwestlichen Bereich der Schlossterrasse gelegener Graben war ursprünglich 3,5 m tief.
Die genaue Positionierung des spätantiken Militärkomplexes anhand der wenigen vorliegenden Befunde ist schwierig, wahrscheinlich lag er in der Nähe der Martinskirche. Zwischen dem sogenannten „Kastellgraben“ und einem östlich der Martinskirche verlaufenden weiteren Graben besteht außerdem ein Höhenunterschied von fast zehn Metern, der einen funktionellen Zusammenhang dieser beiden Grabenabschnitte als problematisch erscheinen lässt. Zusätzlich stellt sich die Frage, warum der Kastellgraben auf der Schlossterrasse schon in der Spätantike wieder eingeebnet wurde.

## Innenbauten
Von der Innenbebauung wurden nur die Reste der Principia, nördlich des Akademischen Gymnasiums, und ein Raum eines Gebäudes mit Säulengang am Theaterkasino, beobachtet. 1927 wurde im Hof Promenade Nr. 23 (Druckerei Wimmer) römisches Mauerwerk (Gebäude A und B) aufgedeckt. Die dabei beobachtete römische Kulturschicht befand sich in ca. 1,20 m Tiefe und war 8 bis 40 cm stark.

### Gebäude A
Eine sich im nördlichen Bereich des Innenhofes befindliche Apsis gehörte wahrscheinlich zu einem sich nördlich fortsetzenden Gebäude, das schon 1878 bei der Errichtung der Druckerei Wimmer zerstört worden war. Die 60 bis 70 cm starke Mauer bestand aus vermörtelten Bruchsteinen und war noch 20 cm hoch erhalten. Ihre westliche Außenseite konnte bis zu einer Tiefe von 1,95 m verfolgt werden; die Fundamente verbreiterten sich bis auf 1,20 m. Im Süden waren die Außenmauern noch bis zu einer Höhe von einem Meter erhalten und die Fundamente verbreiteten sich bis 0,9 m. Der Fußboden war mit vier Lagen vermörtelter Dachziegel (tegulae) gepflastert und mit einem drei Zentimeter dicken Terrazzoboden ausgestattet. Insgesamt betrug die Bodenstärke 28 cm. Darauf befand sich eine 5 bis 15 cm starke Kulturschicht, aus der eine Lanzenspitze geborgen werden konnte.
Zwischen Objekt A und den südlich liegenden Räumen B wurden in einer Tiefe von 1,25 bis 1,3 m Tiefe drei Schotterflächen von 8 bis 15 cm Stärke freigelegt; ob es sich dabei um eine W-O verlaufenden Straße handelte, konnte nicht geklärt werden.

### Gebäude B
Hierbei handelte es sich um einen mehrphasigen, quadratischen Bau mit mehreren Räumen. Die Fundamentmauern saßen auf Schotterschichten auf. Weiters konnten eine Hypokausten- und Wandheizung sowie ein nachträglich angebautes Praefurnium beobachtet werden. Im 15,40 m × 7,70 m größten Raum wurde ein Ziegelstempel einer Ala entdeckt. Hier fanden sich auch Fragmente einer Wandmalerei. Ein in Trockenmauerwerk errichteter Brunnen mit einer vermörtelten Einfassung stammt vermutlich ebenfalls aus römischer Zeit.

## Garnison
Die Spuren von ungewöhnlich breiten Straßen im Kastellinnenbereich ließen Paul Karnitsch von Anfang an auf eine Reitertruppe als Besatzung schließen. Ziegel mit dem Aufdruck ALTP könnten mit den beiden hier vermuteten Reitereinheiten im Zusammenhang stehen, auch Inschriften erlauben Hinweise auf die Identität der im Kastell stationierten Truppen. Nach dem Fund eines – allerdings nur schwer lesbaren – Ziegelstempels mit dem Aufdruck leg X oder XV hielt Karnitsch aber auch eine kurzzeitige Anwesenheit einer Vexillation der in Carnuntum stationierten Legio XV Apollinaris oder der Legio X Gemina ab dem Jahr 63 n. Chr. nicht für gänzlich ausgeschlossen.
| Zeitstellung                               | Truppenname | Bemerkung | Abbildung |
| ------------------------------------------ | --- | --- | --------- |
| frühes 2. Jahrhundert n. Chr.              | Ala prima Thracum victrix (die erste Reiterschwadron der Thraker, die Siegreiche)                                                     | Wann diese Einheit aufgestellt wurde, ist unbekannt. Auf dem Militärdiplom Stein 4 wird sie mit ihrem Ehrennamen victrix für das Jahr 95 n. Chr. in der norischen Truppenliste angegeben. Vermutlich hat sie die ala prima Hispanorum („erste Reiterschwadron der Hispanier“) in Noricum abgelöst. Militärdiplome belegen zwar ihren Aufenthalt an der Donau ab 126 n. Chr., jedoch nur für das benachbarte Oberpannonien. Anfang des 2. Jahrhunderts wurde die Reitertruppe in den Dakierkrieg Trajans abkommandiert. Eine 1953 im Tempelbezirk geborgene Inschrift lässt diese Einheit um 122 n. Chr. als Besatzung des frühen Holz-Erde-Kastells in Frage kommen. |           |
| Mitte 2. Jahrhundert n. Chr.               | unbekannter Numerus (Einheit/Schar)                                                                                                   | Als Besatzung könnte auch ein numerus in Frage kommen, da in Linz mehrere Tegulaziegel mit dem Stempelabdruck NVMER(V)S in abgekürzter und ligierter Fassung geborgen werden konnten (Spittelwiese). Die Ziegel wurden hauptsächlich in der Zivilsiedlung gefunden, sie dürften aus dem 2. Jahrhundert stammen. Die Exemplare mit dem Aufdruck NVMER wurden vor Ort hergestellt, die Ziegel mit dem Stempel NVM B dürften hingegen angeliefert worden sein. Möglicherweise stammen sie aus der Ziegelei des numerus Boiodurensium in Passau der damals noch mehrere andere Orte an der norischen Donau beliefert hat. |           |
| 2., bis Anfang 3. Jahrhundert n. Chr.      | Ala prima Pannoniorum Tampiana milliaria victrix (die erste pannonische Reiterschwadron des Tampius, 1000 Mann stark, die Siegreiche) | Diese Einheit wurde vermutlich unter Augustus aus Angehörigen der pannonischen Stämme rekrutiert. Der Name "Tampiana" leitet sich wohl ursprünglich von einem ihrer Kommandanten ab. Die Reiter lagen im 1. Jahrhundert in Britannien und wurden 85–86 n. Chr. an den Donaulimes verlegt, wo sie an den Grenzkriegen der Kaiser Domitian und Nerva teilnahmen. Kurzzeitig hielt sich die Einheit auch in Carnuntum auf. 97 n. Chr. kehrte sie – mit pannonischem Personal neu aufgefüllt – wieder nach Britannien zurück. Seither führte sie den Beinamen Pannoniorum. Im 2. Jahrhundert n. Chr. wurde sie wieder Richtung Donaugrenze in Marsch gesetzt, bezog das Lager in Lentia und löste hier wahrscheinlich die ala I Thracum victrix als Besatzungstruppe ab. Laut Truppenliste des in Mautern entdeckten Militärdiploms kehrte sie wohl zwischen 127 und 138 n. Chr. nach Noricum zurück. Vermutlich wurde sie zu dieser Zeit auch für die Feldzüge Mark Aurels im Osten herangezogen. Dort erwarb sie sich ihren Ehrennamen victrix und wurde auf 1000 Mann (milliaria) aufgestockt. Bisher sind zwei Militärdiplome bekannt, in denen die Einheit aufscheint. Die Truppe wird für Lentia auf der Inschrift eines Weihealtars angegeben, der auf die Wende des 2./3. Jahrhunderts datiert wird. Der Altar war eine Widmung des Castricius Sabinus an den Genius des Kommandanten seiner Einheit, Gaius Domitius Montanus Septimius Annius Romanus. Die Zuordnung eines in Linz gefundenen Ziegelstempel an diese Truppe ist unklar. Aus Noricum sind ansonsten für diese Truppe noch zwei Altarinschriften und ein Grabstein bekannt. |           |
| unbekannt                                  | Cohors secunda Batavorum civium Romanorum (die zweite batavische Kohorte römischer Bürger)                                            | Diese Auxiliartruppe, die in Österreich bisher nur als Besatzung von Kastell Klosterneuburg nachgewiesen ist, ist für Lentia nur aus einem Inschriftenfragment in der Martinskirche bekannt. Wahrscheinlich wurde sie von einem ihrer Veteranen in Auftrag gegeben, der sich vielleicht hier zur Ruhe gesetzt hatte. Ob seine ehemalige Einheit auch hier stationiert war, ist in Forschungskreisen noch umstritten. |           |
| frühes 4. bis Mitte 5. Jahrhundert n. Chr. | Legio secunda Italica et equites sagittarii, (die zweite Legion der Italiker und berittene Bogenschützen)                             | Ziegelstempel der Legio II Italica deuten auf Bauabteilungen dieser ursprünglich in Enns/Lauriacum stationierten Legion. Größere Änderungen hinsichtlich der Mannschaftsstärke und Stationierungsorte der Legion setzen am Ende des 3. Jahrhunderts ein. Sie wurde unter Diokletian auf 2000 Mann verkleinert und auf mehrere Kastelle (Lauriacum, Iovacum und Lentia) verteilt. Für Noricum wurde eine neue Legion, die legio I Noricorum aufgestellt. Die letztere war von nun an für den Schutz des heutigen niederösterreichischen, die legio II Italica für den oberösterreichischen Abschnitt der norischen Donau verantwortlich. In der Notitia dignitatum werden in der Truppenliste des Dux Pannoniae Primae et Norici Ripensis ein praefectus legionis secundae Italicae partis inferioris (= unterer Abschnitt), Lentiae als Befehlshaber einer Vexillation der zweiten Italica und berittener Bogenschützen erwähnt. Es handelte sich hierbei um Kavalleristen, die sowohl im Umgang mit Pfeil und Bogen als auch für den Kampf mit Schwert und Lanze trainiert waren. |           |

## Vicus

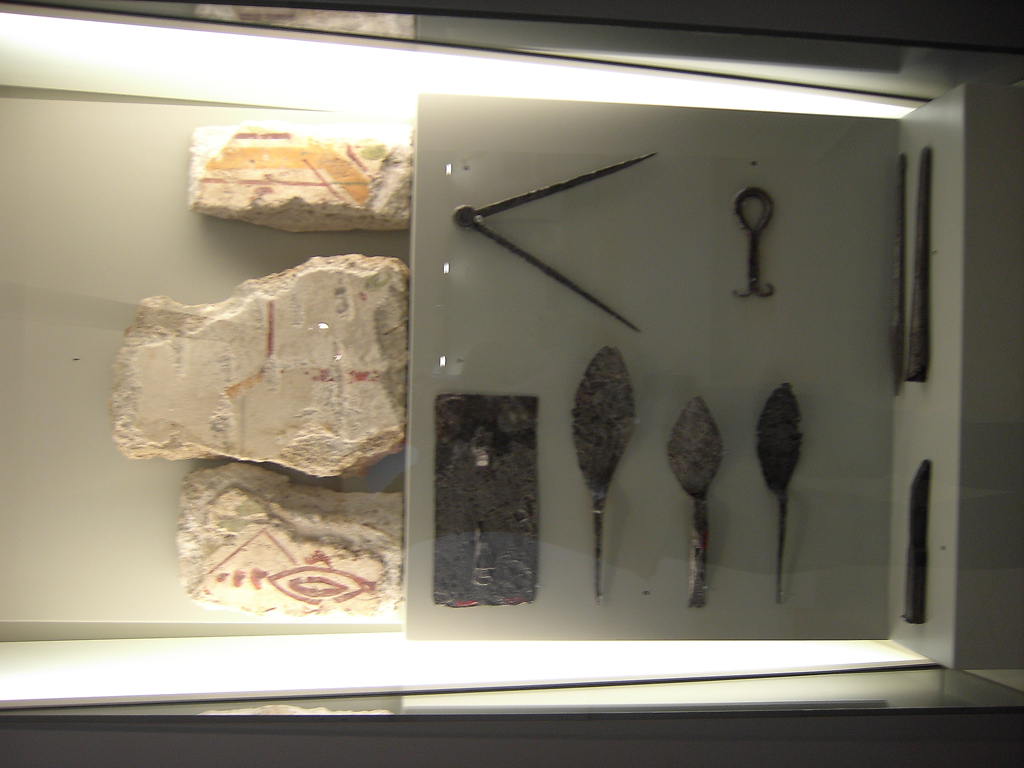
Maurerwerkzeuge und Reste von Wandmalereien (Schlossmuseum Linz)

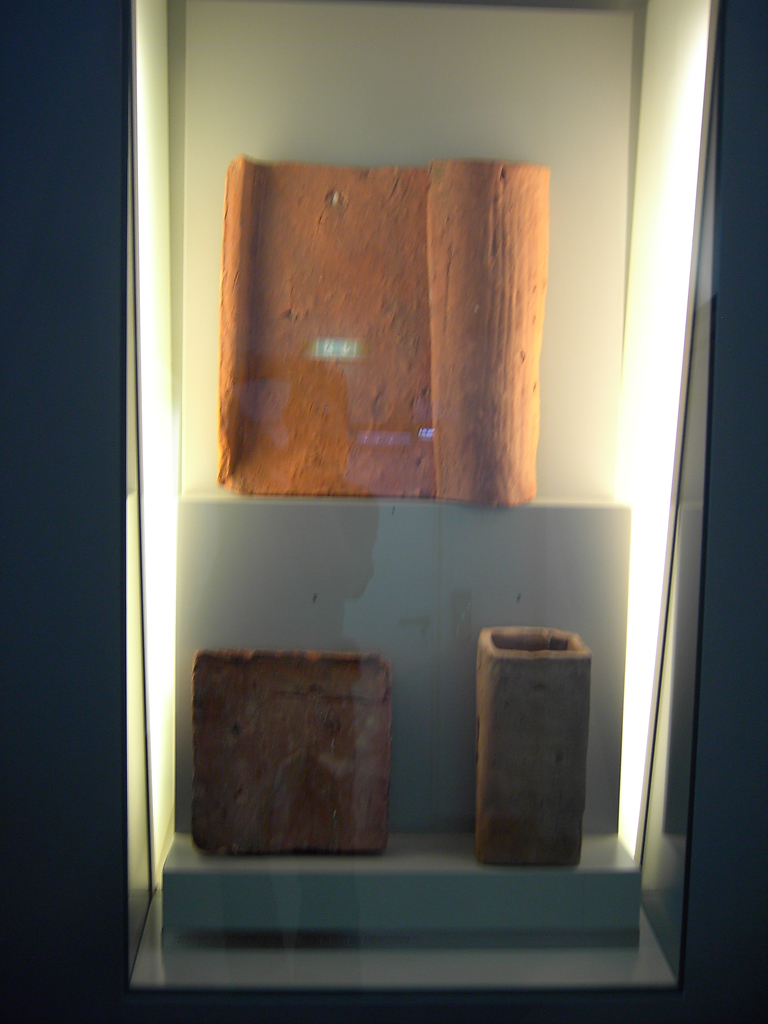
Verschiedene Typen römischer Ziegel, tegulae und tubuli (Schlossmuseum Linz)

Das Zentrum der Zivilsiedlung lag am Fuß des Schlossbergs zwischen Landestheater und Tiefer Graben. Die Rechtsstellung, die der Vicus von Lentia einnahm, ist bis dato unbekannt geblieben. Eine in der Martinskirche vermauerte Inschrift nennt einen Quästor, der nur unvollständig erhaltene Inschriftenstein wurde aber wahrscheinlich aus einer anderen römischen Stadt oder Siedlung nach Linz verschleppt.
Der Kastellvicus wurde durch umfangreiche Mauerreste von Wohn- und Wirtschaftsgebäuden (Fundamente, Hypokausten und ein Keller) nachgewiesen. Die Siedlung des 1. Jahrhunderts überdeckte Teile des heutigen Martinsfeldes und die nach Süden abfallenden Hänge des Römerberges bis zum Westteil der Linzer Altstadt. Dieses Gebiet wies vorwiegend mittelkaiserzeitliche Steinbauten auf. Architekturteile, wie Säulenfragmente, dürften Reste von Arkadengängen und Portiken sein. Seine größte Ausdehnung erreichte der Vicus in der Mittleren Kaiserzeit, er reichte zu dieser Zeit bis nahe an die Kastellmauern heran (heute das Areal um Promenade und Spittelwiese). Seine nördliche Begrenzung ist auf Höhe der Hofgasse, direkt am Abhang zum Donauufer zu suchen. Die Fundleere am nördlichen Teil des Hauptplatzes und in der Hofgasse lassen annehmen, dass diese Flächen in der Antike nicht überbaut waren. Die befestigte spätantike Siedlung, in die sich zum Schluss auch das Militär zurückgezogen hatte, lag auf den Höhenrücken des Martinsfeldes und am Schloss- bzw. Römerberg. Sie war von einer massiven Mauer umgeben, deren Rest westlich der Martinskirche beobachtet werden konnte.
An den Vicusgebäuden ließen sich meist auch mehrere Bauphasen erkennen. Waren die ersten Behausungen noch einfache Holzhütten (Fundamentgräbchen und Pfostenlöcher von Holzständerbauten an der Martinskirche, Promenade und Spittelwiese), so setzte sich in der Folgezeit wohl rasch die neue und komfortablere Bauweise durch. Die Römer führten sowohl die Ziegel- und Steinbauweise als auch eine Mischtechnik aus Stein-Holz-Bau ein. Auf gemauerten Steinfundamenten wurden z. B. Fachwerkkonstruktionen aufgesetzt, deren Flechtwände mit Lehm und Kalk verputzt waren. Die Ausstattung dieser Häuser beinhaltete in einigen Räumen manchmal auch Wand- und Fußbodenheizungen (Hypokaustum). Gute Beispiele hiefür sind die auf dem Freinberg, am Martinsfeld bzw. Martinskirche und Keplerwiese entdeckten Mauerzüge und ein am Alten Markt ausgegrabener Keller eines Streifenhauses.

## Wirtschaft und Handel
Die zivile Siedlungskontinuität lässt sich in Linz von der Spätlatènezeit bis in die späte Kaiserzeit nachweisen. Die Blütezeit des Kastellvicus erstreckte sich bis in das letzte Drittel des 3. Jahrhunderts, ab der zweiten Hälfte des 5. Jahrhunderts dünnt das römerzeitliche Fundmaterial dann allmählich aus. An Martinsfeld und Keplerwiese, an den südlichen Abhängen des Römerberges und vereinzelt auch in der Altstadt kamen sowohl Keramik des spätlatènezeitlichen Formenkreises als auch römische Importware der frühen Kaiserzeit zutage. Schmelzöfen eines metallverarbeitenden Handwerks, Backöfen und Abfallgruben ergänzen diese Befunde. Auch Beinschnitzereien sind nachgewiesen.
Vor allem die Funde in und um die frühmittelalterliche Martinskirche lassen auf einen bescheidenen Wohlstand der Zivilbevölkerung schließen. Ein in der Kirche konservierter Backofen und Mahlsteine liefern Hinweise auf Werkstätten und einfache Unterkünfte, die im 2. Jahrhundert durch Steinbauten ersetzt wurden.
Nach den Befunden der Ausgrabungen in den 1980er Jahren vermutet Erwin Ruprechtsberger, dass sich entlang der Lessingstraße und der Abhänge des Römerberges ebenfalls ein Handwerkerviertel ausbreitete, in dem in bescheidenem Ausmaß unter anderem Eisen verhüttet und Knochen bearbeitet wurden. Zusammenfassend kann für das 1. bis 3. Jahrhundert das Vorhandensein einer ausgedehnten und prosperierenden Siedlung angenommen werden, deren Handelsverbindungen bis Italien reichten, wie aus Importwaren von Terra Sigillata und Amphoren als auch aus dem Münzspektrum ersehen werden konnte.

## Gräberfelder

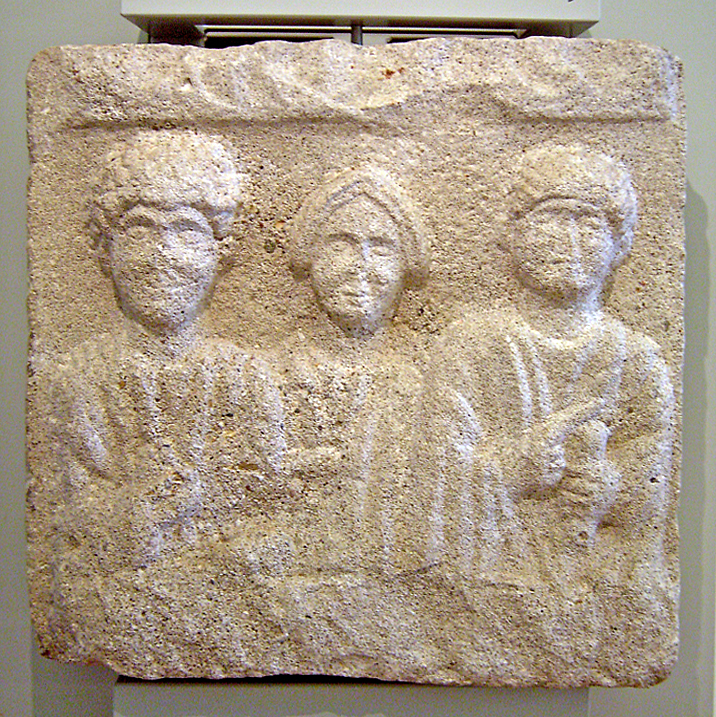
Grabrelief einer Familie aus Lentia (Schlossmuseum)

Ein mittelkaiserzeitliches Brandgräberfeld (1. bis 2. Jahrhundert n. Chr.) lag an der südlichen Ausfallstraße des Kastells, auf dem Areal der heutigen Kreuzschwesternschule. Es wurde 1926/27 untersucht, wobei über 140 Brandbestattungen und ein paar Körpergräber aus dem 3. Jahrhundert n. Chr. aufgedeckt werden konnten. Überraschend war hierbei der Fund einiger mit sehr reichen Beigaben ausgestatteter Gräber. Zwei in Aquileia angefertigte Glasflaschen deuteten wiederum auf die weitreichenden Handelsbeziehungen der Bewohner von Lentia. Es handelt sich vermutlich um das Gräberfeld der frühen Canabae und des Kastells.
Ein weiteres Gräberfeld stammt aus dem letzten Drittel des 4. Jahrhunderts und war bis in die 530er Jahre belegt. Es liegt etwa 150 Meter von der Martinskirche (Tiefer Graben und Flügelhofgasse) entfernt und ermöglichte den Wissenschaftlern einen guten Einblick in die spätantiken Bestattungsriten. Fünf von insgesamt 37 der hier begrabenen Toten waren Gürtel mit Beschlägen beigelegt worden, die für höhergestellte Angehörige des spätrömischen Heeres als Rangabzeichen dienten. Sie sind in dieser Dichte noch in keinem anderen bekannt gewordenen römischen Gräberfeld aufgetreten. Möglicherweise handelt es sich hierbei um Bestattungen höherer Heeresangehöriger im spätantiken Lentia. Ein weiteres spätantikes (4. bis frühes 5. Jahrhundert), erheblich kleineres Gräberfeld lag auf dem Römerberg. Es handelte sich um Gräber einer sozial abgestuften Bevölkerung, die bis zur Mitte des 5. Jahrhunderts am Schlossberg siedelte. Die Bestattungen zwischen dem Tiefen Graben und der Schlüsselhofgasse waren insbesondere für die Anthropologen aufschlussreich, da anhand der Knochen pathologische Befunde gemacht werden konnten (Kinderlähmung, Knochenkrebs), die Rückschlüsse auf die Lebensbedingungen der Bewohner jener Zeit ermöglichten.

## Tempelbezirk

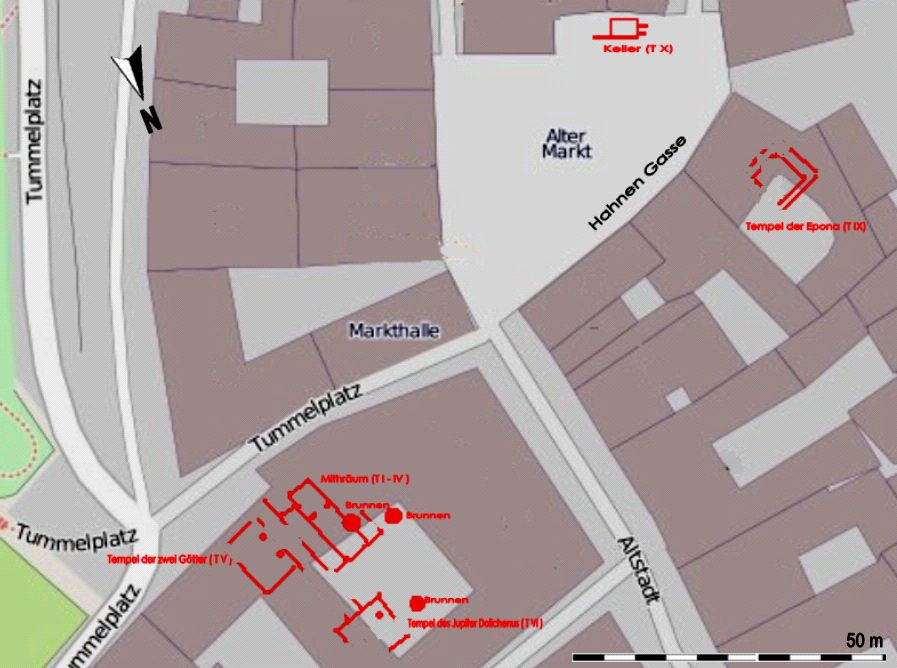
Lageskizze der Kultbauten in der heutigen Altstadt nach Karnitsch 1956

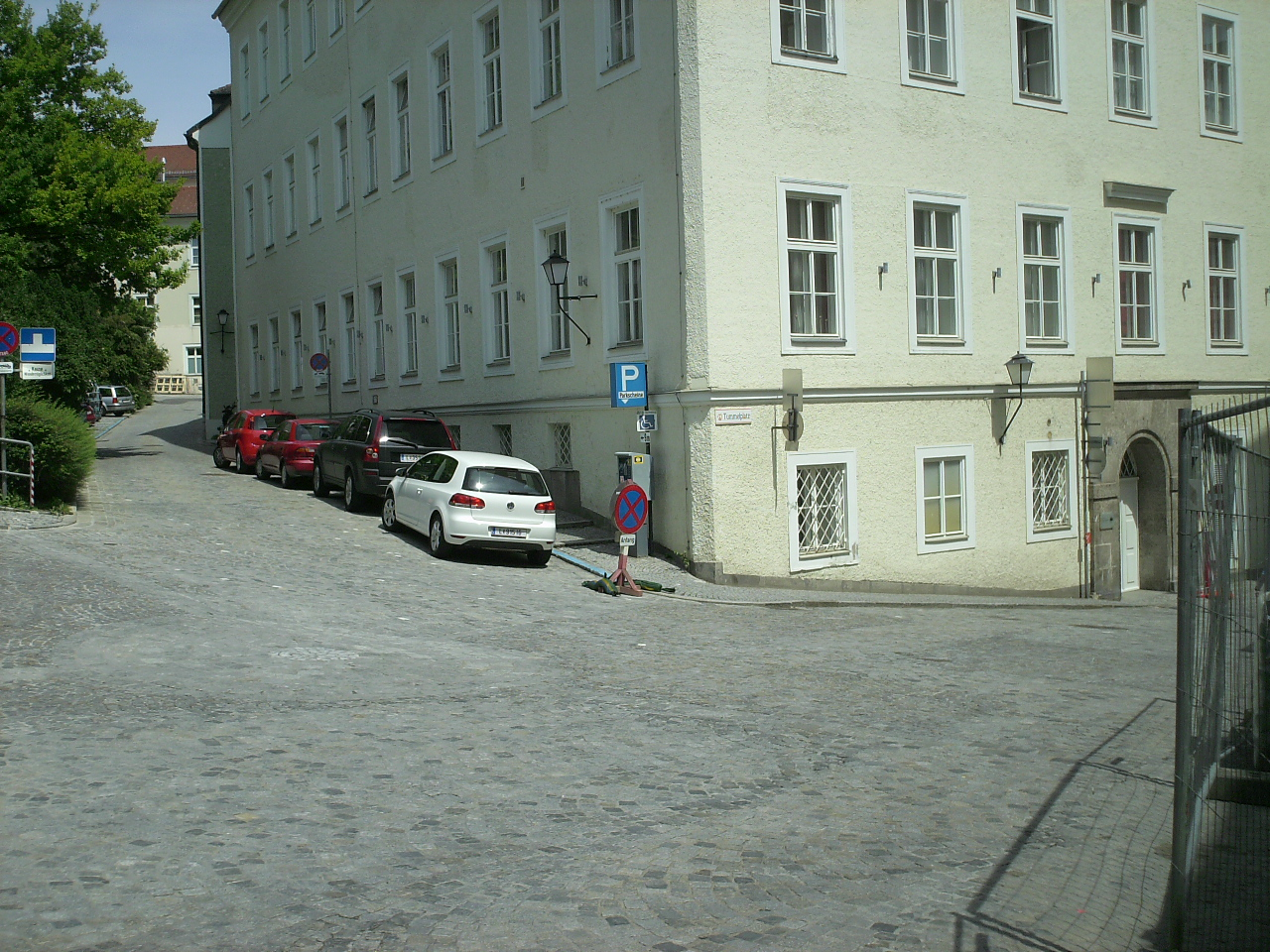
Tummelplatz in Linz

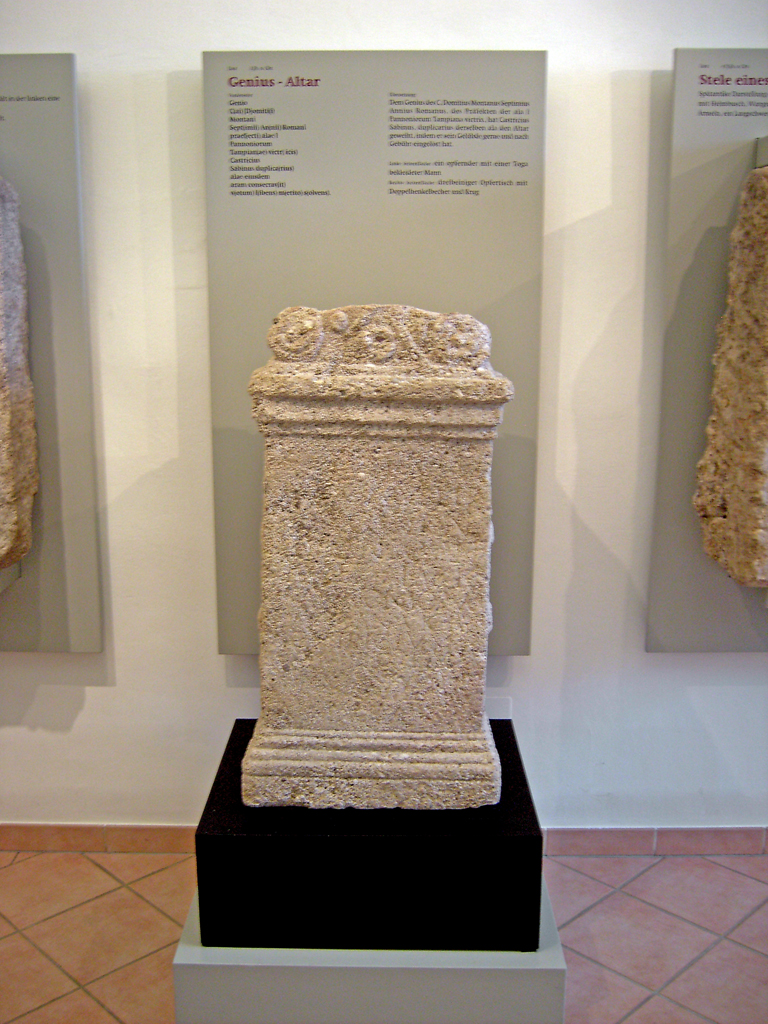
Weihealtar an den genius des Präfekten der ala I Pannoniorum Tampiana victrix (Schlossmuseum Linz)

In der Martinskirche wurde die Inschrift eines gewissen Aurelius Eutices (Eutyches) entdeckt, der als sexvir Augustalis, also als Priester des offiziellen Kaiserkultes, fungierte, doch dürfte Eutices sein Amt eher in der Stadt Ovilava (Wels) als in Lentia ausgeübt haben. Besondere Erwähnung verdient ein 1951 von Paul Karnitsch freigelegter Mithrastempel im Lagerdorf von Lentia. Daran anschließend befand sich auch ein Tempel des Iupiter Dolichenus. Die Befunde des Mithräums belegen die für das Römische Reich jener Zeit ungewöhnlich lange Lebensdauer dieses Kultes am Donaulimes der Spätzeit, da damals die alten Religionen massiv durch das Christentum bedrängt wurden und nur noch wenige Anhänger hatten.
Die vier nachgewiesenen, mehrphasigen Kultbauten (nach Karnitsch 1956)
- T I-IV, Mithräum,
- T V, Tempel der zwei Götter,
- T VI, Tempel der kapitolinischen Trias (Iupiter Dolichenus),
- T IX, Tempel der Epona,[32]

umgaben ein kleines Forum. Die älteste Bebauung (Mauerreste, Brunnen) lässt sich bis auf das Ende des 1. Jahrhunderts, 184 n. Chr., zurückverfolgen (Münzfunde). In der Folge wurden zwei nördlich und südlich gelegene Baukomplexe festgestellt, die durch einen nachträglich angebauten Korridor miteinander verbunden waren. Im südlichen befand sich ein gemauertes Podest, auf der wahrscheinlich einst eine hölzerne Kultstatue stand. Im Bauschutt fand man auch eine Münze des Claudius II. Gothicus. Nördlich wurde ein 8,4 × 12,9 m großes Mauergeviert erkannt, in dem zwei quadratische Fundamentblöcke standen, die vermutlich ebenfalls als Basis für Standbilder dienten (Tempel der zwei Götter). Das Mithräum befand sich im nordöstlichen Grabungsabschnitt. Unter Konstantin I. und seinen Nachfolgern erfolgten Mitte oder Ende des 4. Jahrhunderts größere Umbauten im Tempelbezirk. Während sich Militär und Zivilbevölkerung im 4. Jahrhundert auf Schloss- und Römerberg zurückzogen, wurde das Mithräum im ehemaligen Vicusareal anscheinend noch bis in das frühe 5. Jahrhundert benutzt (Münzfunde, glasierte Kultgefäße mit Schlangenauflage).

### Mithräum
Am Tummelplatz 3–4 wurde 1951 die Randzone eines römerzeitlichen, ziegelgedeckten Gebäudes mit Estrichböden und eine Zisterne angeschnitten. Insgesamt konnten bei dem Gebäude vier Bauphasen voneinander unterschieden werden. Periode I stammte aus der Zeit der Markomannenkriege (vermutlich 171 n. Chr.), der Vorgängerbau war zu dieser Zeit niedergebrannt und nicht wiederaufgebaut worden. Der restliche Teil gehörte der Periode II und III an, die in das 3. Jahrhundert n. Chr. zu datieren waren. Von Phase IV (Spätantike) waren nur noch wenige Reste vorhanden. Weiters konnte festgestellt werden, dass die Wände einst in den Farben rot und gelb bemalt waren. Bei dem Gebäude handelte es sich nach Ansicht des Ausgräbers um ein kleines, vierräumiges Mithräum, das zwischen 275 und 276 n. Chr. errichtet wurde und im späten 4. oder frühen 5. Jahrhundert einem Brand zum Opfer fiel.
Im Gebäude selbst fanden sich – neben einer großen Menge von Austernschalen, Obstkernen und Eierresten, drei für die Kulthandlungen verwendete Gefäße mit grün glasierten, von Schlangen umwundenen Henkeln, Münzen von Kaiser Tacitus (275–276 n. Chr.) bis Honorius (383–423 n. Chr.) und ein 30 × 30 cm großer Steinblock mit einem Inschriftenrest (I THRAC V) der I Thracum victrix. Neben einem Pfeiler an der Ostwand wurden die Bruchstücke von zwei marmornen Mithrasreliefs entdeckt. An der Nordwand fand sich der als Spolie verbaute Geniusaltar des Präfekten der ala I Pannoniorum Tampiana victrix. Die Inschrift eines weiteren eingemauerten Votivsteins war von einem Veteranen dem Gott Mithras gewidmet worden. Im südlich angeschlossenen Raum fand man eine Oblationsplatte mit Inschriften für Jupiter und Mithras sowie silberne Votivbleche, die für den Iupiter-Dolichenus-Kult bestimmt waren.

### Tempel der zwei Götter

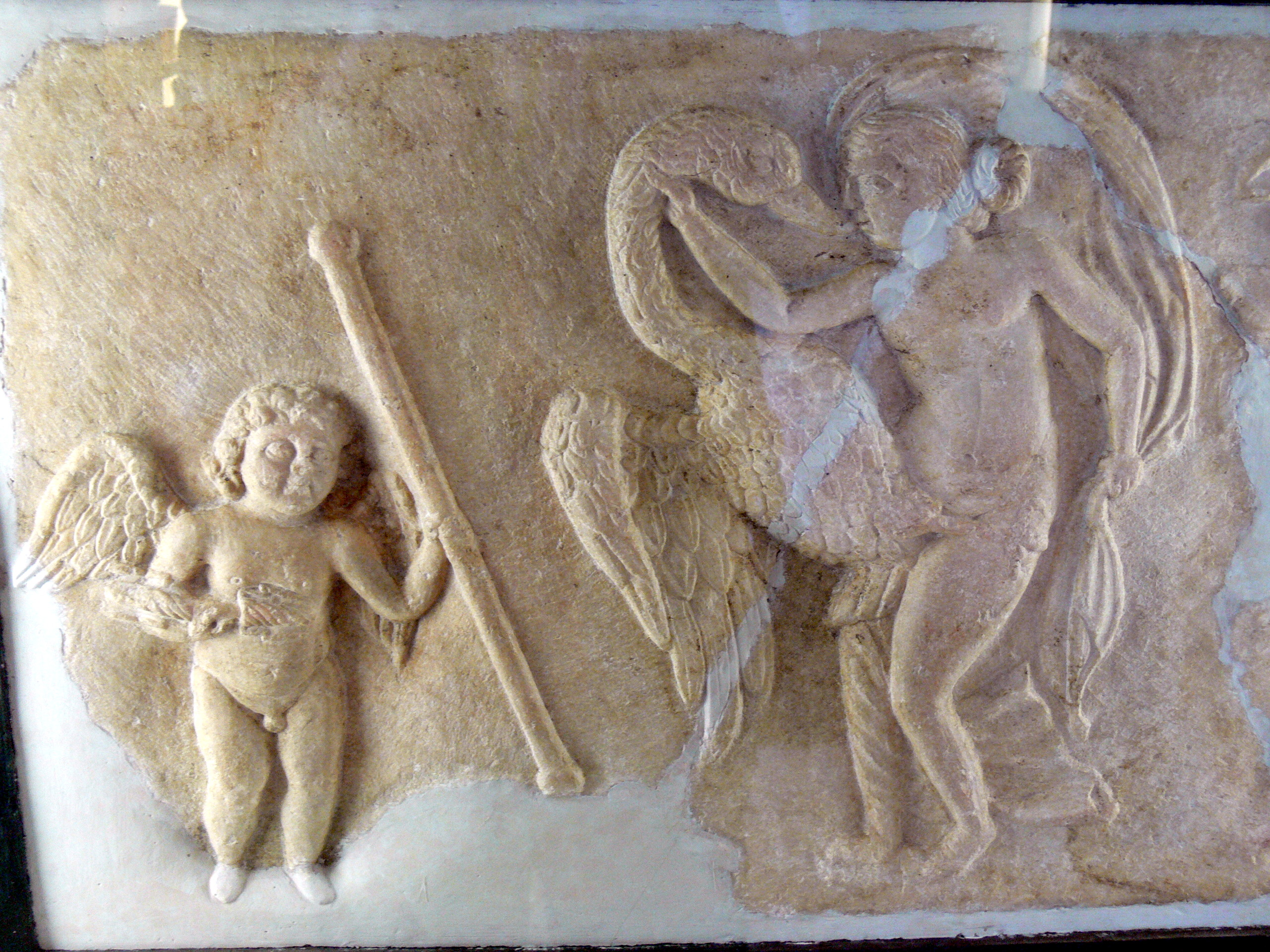
Relief der Leda (Schlossmuseum Linz)

Am Tummelplatz 4 konnte von Karnitsch ein weiteres, 8,40 m × 12,90 m × 7,20 m × 11,55 m messendes Gebäude untersucht werden. Im Inneren fanden sich quadratische Mauerfundamente, die wohl einst zwei Götterstatuen getragen haben, von denen sich allerdings keine Spuren mehr fanden. Der Bau stammte aus dem 3. Jahrhundert und wurde bis in das 4. Jahrhundert verwendet.

### Gallo-römischer Umgangstempel
Beim Abriss des Hauses Hahnengasse 3 konnte an der nördlichen Grundstücksgrenze ein römischer Straßenkörper angetroffen und noch bis auf eine Länge von 8,8 m verfolgt werden. Darauf lagen verkohlte Balkenreste, die von den südlich anschließenden Bauten stammten. Es wurden in der Folge auch römische Mauerreste gefunden, die in einer römischen Kulturschicht lagen und teilweise mit Brandschichten bedeckt waren. Mauer I bestand aus Bruchsteinen mit einer weißen Kalkmörtelbindung; aus gleicher Periode stammte ein Wasserbecken (IV). Mauer II wies  eine gelbliche, sandige Mörtelbindung mit eingesetzten Pfosten auf. Die von Karnitsch nachträglich ergänzten parallel verlaufend Mauern wurden von ihm als gallo-römischer Umgangstempel interpretiert. Sicher ist nur eine zweiphasige Verbauung, deren Struktur und Chronologie sich jedoch durch die erwähnten Störungen nicht klar erfassen lässt. Wahrscheinlich handelte es sich in Wirklichkeit um ein gewöhnliches Wohnhaus des Vicus.

## Denkmalschutz
Die Anlagen sind Bodendenkmäler im Sinne des Denkmalschutzgesetzes. Nachforschungen und gezieltes Sammeln von Funden ohne Genehmigung des Bundesdenkmalamtes stellen eine strafbare Handlung dar. Zufällige Funde archäologischer Objekte (Keramik, Metall, Knochen etc.) sowie alle in den Boden eingreifenden Maßnahmen sind dem Bundesdenkmalamt (Abteilung für Bodendenkmale) zu melden.

## Hinweis
Linz ist mit dem PKW über die Autobahn A1, die Bundesstraße B1 oder mit der Bahn zu erreichen. Vom Hauptbahnhof aus kann man mit den Straßenbahnlinien 1, 2, 3 und 4 direkt in die Altstadt (Hauptplatz) gelangen. Parkplätze sind in der Innenstadt rar und gebührenpflichtig. Es empfiehlt sich daher, die Sehenswürdigkeiten zu Fuß aufzusuchen. Auch über den Donauradweg gelangt man bequem direkt ins Zentrum bzw. zum Hauptplatz. Römische Spolien mit Inschriften sind im Innenraum der Martinskirche am Römerberg eingemauert.